# Риболовна котушка

Конструкція безінерційної котушки:
1 — дуга ліскрукладача
2 — вудилище
3 — кріплення до вудилища
4 — рукоятка
5 — кронштейн
6 — фіксатор, намотування, або намотування и відмотування волосіні
7 — корпус катушки
8 — барабан з волосінню
9 — регулятор фрікціонного механізму

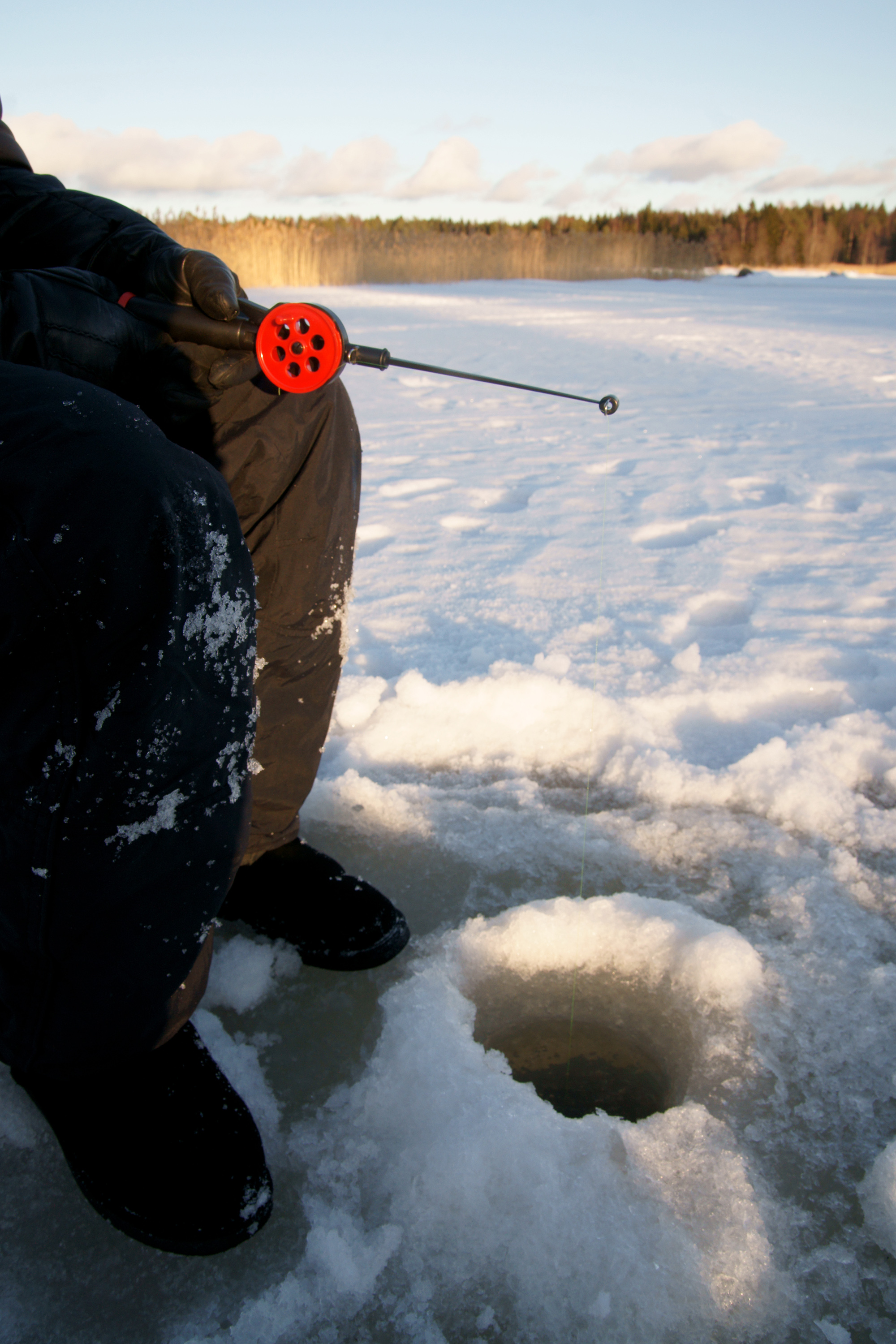
Котушка на зимовій вудці

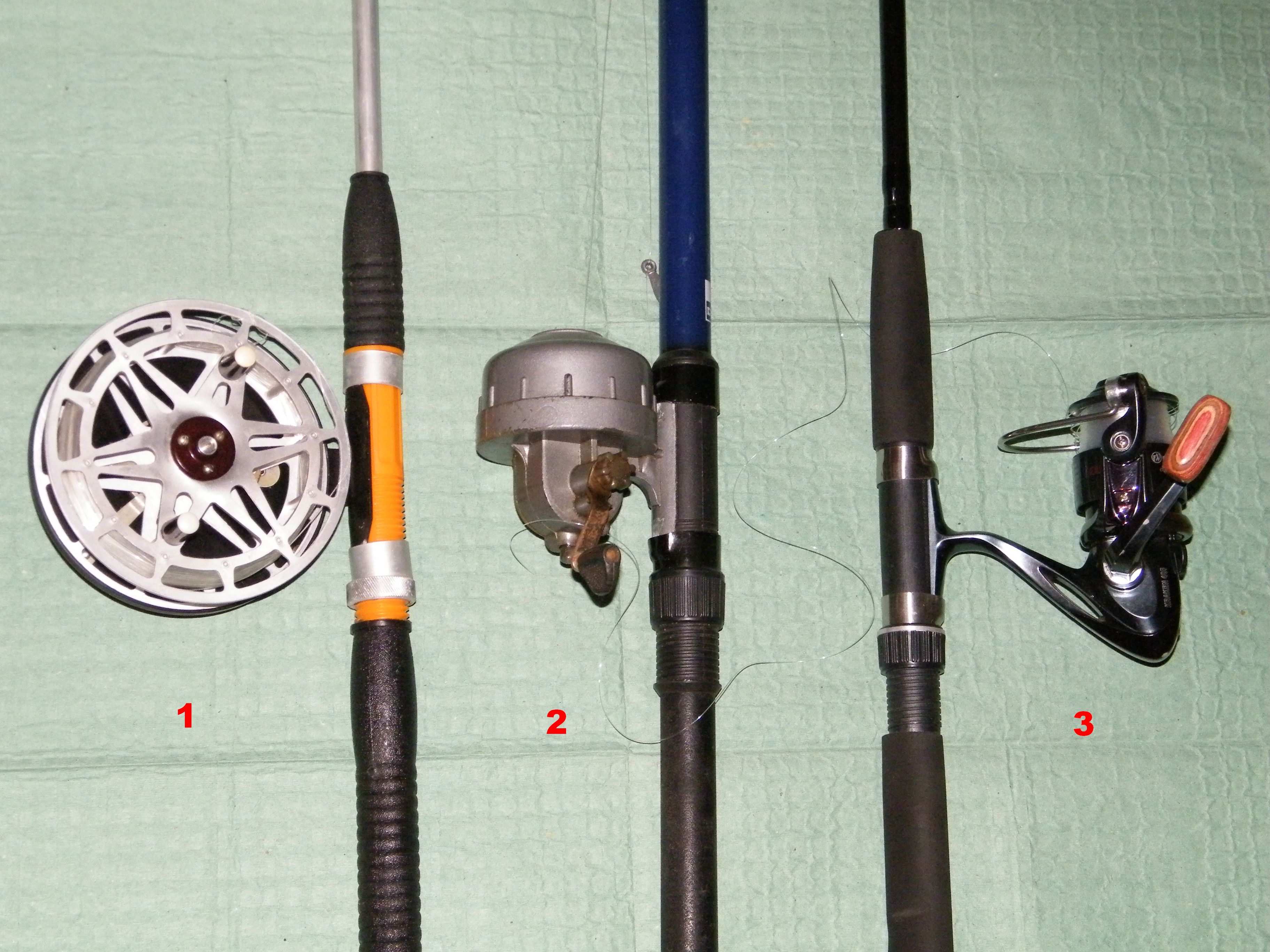
1 — інерційна котушка
2 — безінерційна закрита
3 — безінерційна відкрита

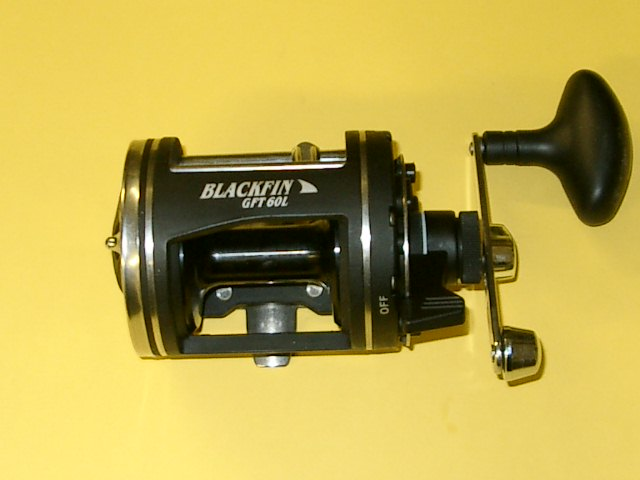
Мультиплікаторна котушка

Котушка рибальська — це пристрій для зберігання волосіні на рибальській снасті, являє собою невелику котушку з ручкою для змотування волосіні.
За допомогою рибальської котушки, встановленої на вудлищі, можна закидати оснастку з принадою на велику відстань (спінінг). Котушка на вудлищі також полегшує виведення великої риби.
Барабан котушки здатний вмістити, як правило, від 30 м до 400 м волосіні.
Деталі котушки виготовляються з кераміки, вуглепластику, пластмаси та металу (алюміній, дюралюміній, нержавіюча сталь, титан, бронза).

## Конструкція риболовних котушок

### Інерційні

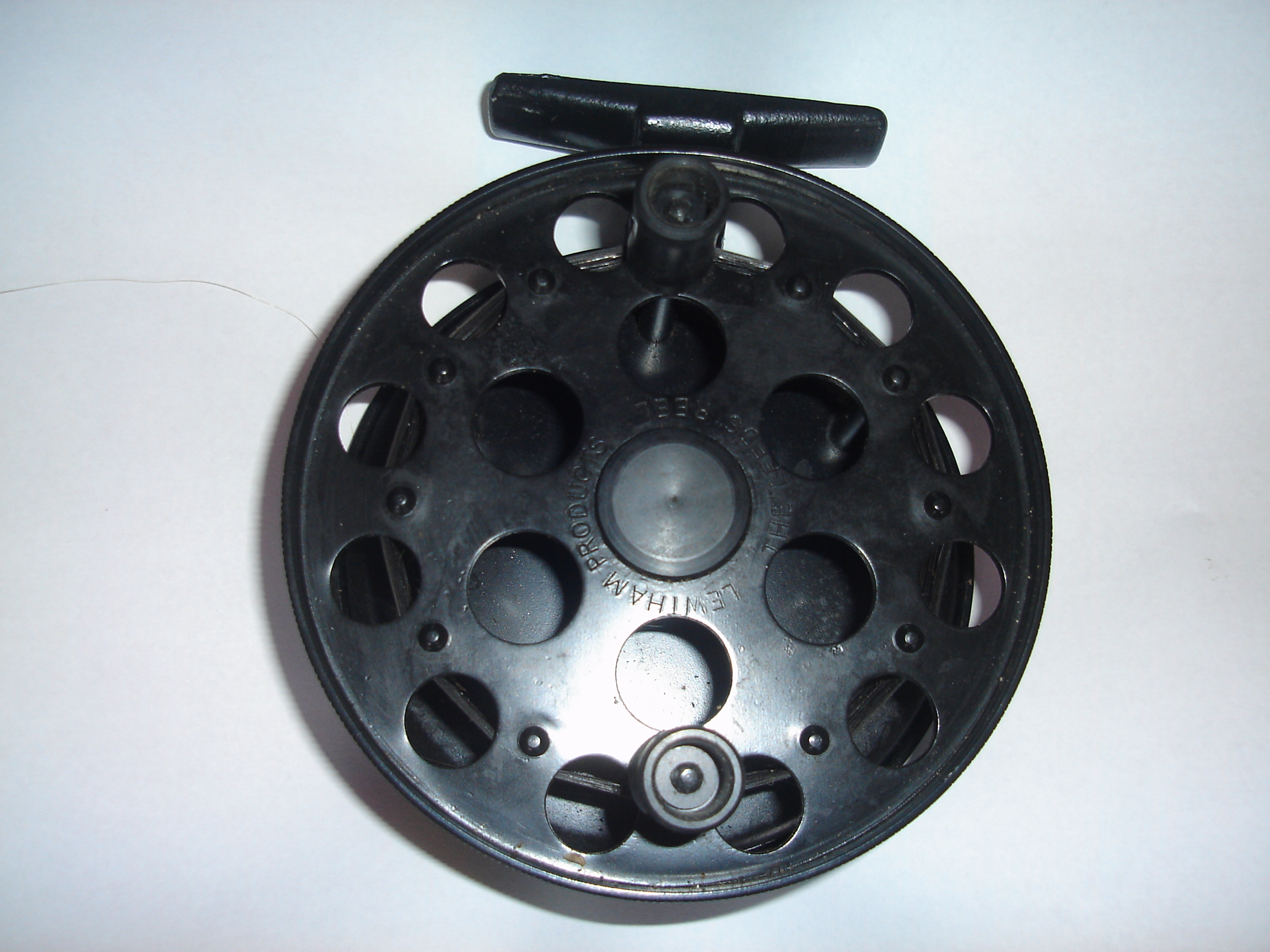
Інерційна котушка

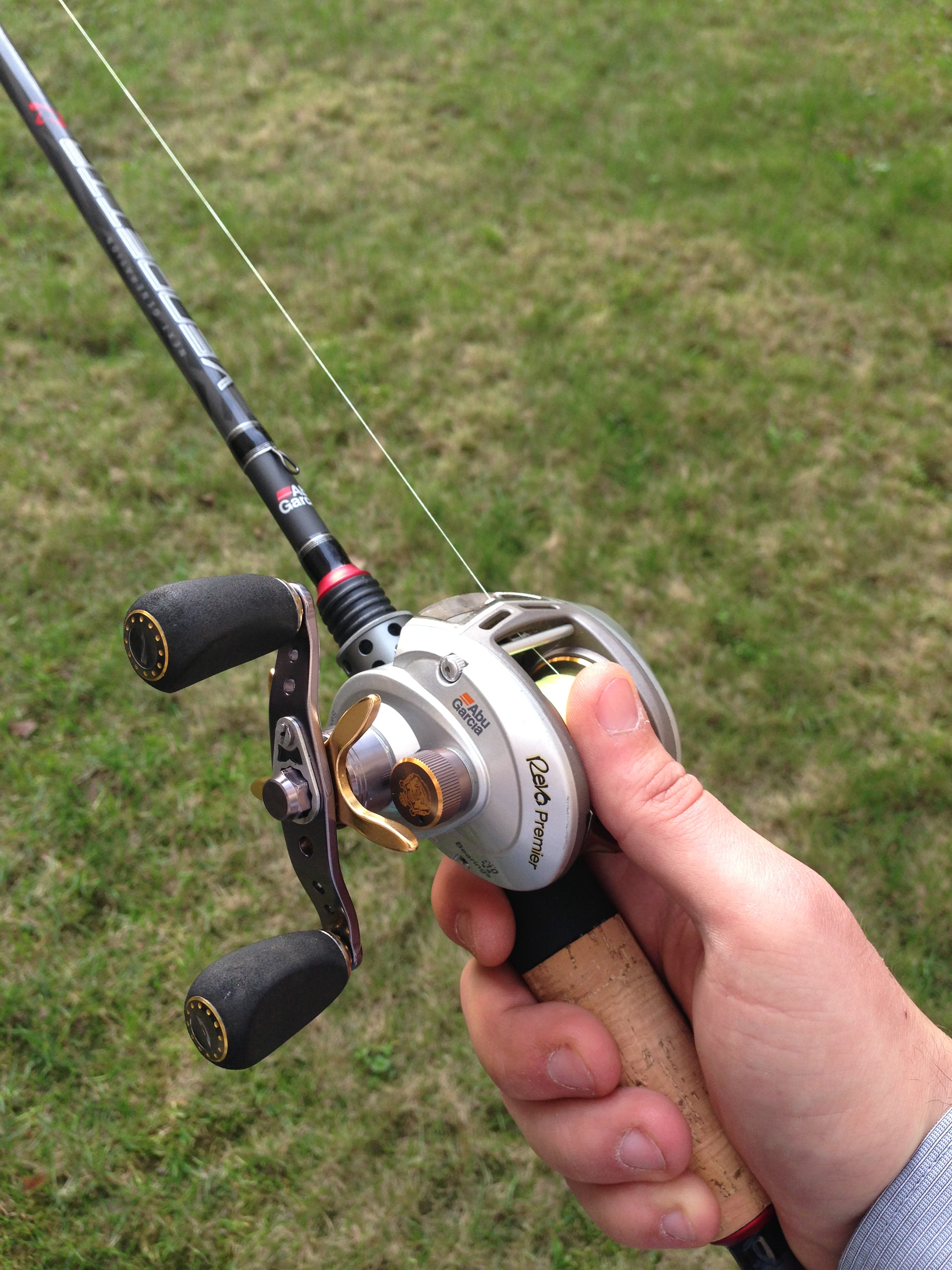
Мультиплікатор

- Інерційна котушка (ІК) має просту та невибагливу конструкцію. З'явилася раніше за всіх інших котушок. У варіанті спінінга виконання вимагає деякого тренування перед використанням у зв'язку з тим, що щоб уникнути перебігу волосіні і, як наслідок, утворення так званої «бороди», барабан котушки потрібно пригальмовувати при закиданні. Раніше були поширені на території Радянського Союзу, в якийсь момент практично повсюдно вийшли з вживання. В цей час до них знову спостерігається інтерес з боку любителів лову в проводку та спінінгістів, які освоїли специфічну техніку закидання. Одним із суттєвих недоліків класичної інерційної котушки була практично повна неможливість закидати легкі приманки, нормальні закиди можна було здійснювати лише принадами вагою від 25-30 грам. Однак існують і зразки ІЧ з малоінерційними шпулями (котушки роботи умільця О. Бякова, «Нельма»), які за наявності правильної техніки (уміння) дозволяють закидати приманки вагою 5—6 грамів і навіть легші. ІЧ мають навіть вищі тягові зусилля, ніж призначені для лову в закидання мультиплікаторні котушки, але не вимагають, на відміну від останніх, переналаштування при зміні приманки з однієї ваги на іншу. Працюючи з тонкою ліскою класичні ІК старого зразка поступаються у дальності закидання безінерційним котушкам. У міру збільшення діаметра волосіні різниця в дальності зменшується, а при використанні товстих високоміцних лісок виникає зворотна ситуація — грамотно спроєктовані і виготовлені ІК дозволяють закидати далі, ніж безінерційні.

- Мультиплікатори — це компактна модифікація інерційної котушки, оснащена механізмами підгальмовування шпулі та шестерним механізмом, що дозволяє отримати необхідну швидкість проводки при використанні шпулі малого діаметра. Мультиплікатори, призначені для лову в закидання, як правило, забезпечені лісоукладач. Особливо потужні мультиплікатори застосовують при лові тролінгом, в деякі моделі яких вбудовують лічильники ліски, що віддається / підмотується.

### Безінерційні

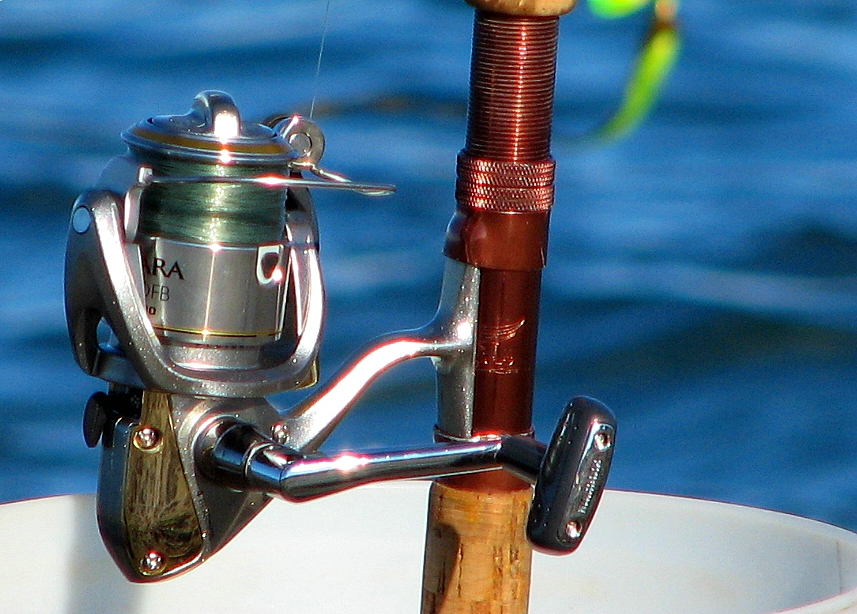
Безінерційна котушка

- Безінерційні — найпоширеніші. Найчастіше рибалки всього світу використовують безінерційні котушки, відкритого чи закритого типу.

Безінерційні котушки складні за конструкцією, але зручні в експлуатації (не дозволяють утворюватися «бороді» — сплутуванню волосіні при закиданні). При закиданні волосінь збігає з торця шпулі (вісь розташована поздовжньо вудлищу) виключно в необхідній для закидання кількості. Рибалці залишається тільки повернути на місце дугу ліскоукладача, стежачи, щоб волосінь потрапила на ролик ліскоукладки.